# Hybanthus bigibbosus
Hybanthus bigibbosus là một loài thực vật có hoa trong họ Hoa tím. Loài này được (A.St.-Hil.) Hassl. mô tả khoa học đầu tiên năm 1909.